# Rebibbia (metropolitana di Roma)
Rebibbia è una stazione della linea B della metropolitana di Roma.

## Storia
La stazione fu costruita come capolinea nord-orientale della nuova tratta da Termini, inaugurata il 7 dicembre 1990, e venne aperta al pubblico il giorno successivo.
Nel dicembre 2014 il fumettista italiano Zerocalcare ha realizzato un murale raffigurante un mammuth su una delle pareti della stazione della metropolitana di Rebibbia.

## Servizi
La stazione dispone di:
- Biglietteria automatica
- Servizi igienici

## Interscambi
- Fermata autobus ATAC

## Galleria d'immagini

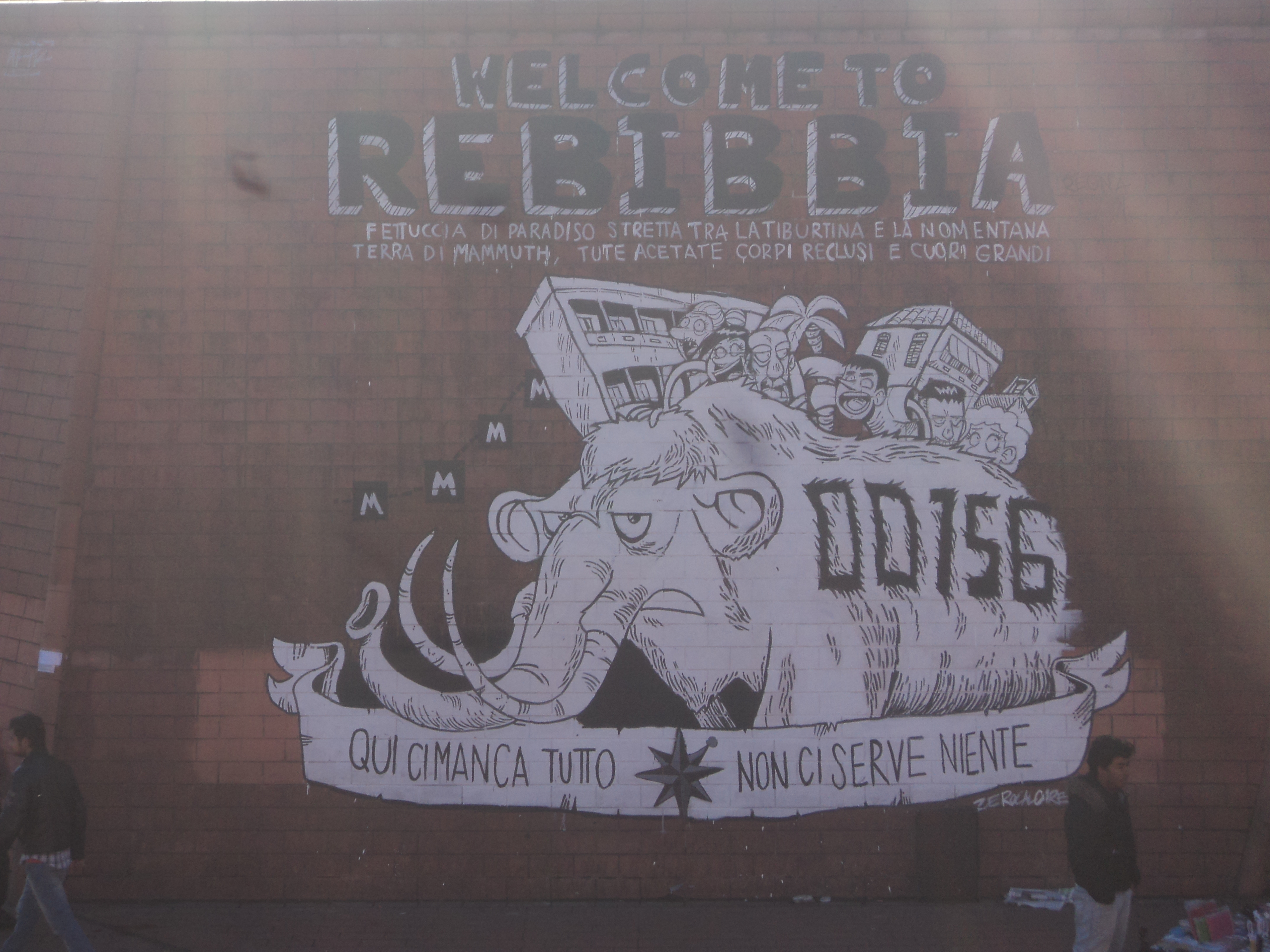
Murales di Zerocalcare realizzato nel piazzale della stazione nel 2014